# Calvin Davis
Calvin Davis (Eutaw, Alabama, 2 de abril de 1972-1 de mayo de 2023) fue un atleta estadounidense retirado, especializado en la prueba de 400 m vallas en la que llegó a ser medallista de bronce olímpico en 1996.

## Carrera deportiva
En los JJ. OO. de Atlanta 1996 ganó la medalla de bronce en los 400 metros vallas, con un tiempo de 47.92 segundos, llegando a la meta tras su compatriota el también estadounidense Derrick Adkins y el zambio Samuel Matete.